# Cunegunda de Eisenberg
Cunegunda de Eisenberg (también conocida como Kunne; c. 1245-antes del 31 de mayo de 1286), fue una noble alemana y la segunda esposa del landgrave Alberto II de Turingia. Era hija del conde Otto de Eisenberg y su esposa Ana de Kottwotz.

## Vida
Cunegunda era una dama de honor de la primera esposa de Alberto, Margarita de Sicilia. Bella y ambiciosa, atrajo la atención del landgrave y se convirtió en su amante, dándole dos hijos ilegítimos: 
- Isabel (1269-23 de abril de 1326), casada antes del 11 de abril de 1291 con Enrique II de Frankenstein.
- Alberto, apodado Apitz (1270-entre 1301 y 1305), Señor de Tenneberg desde 1290, enterrado en el monasterio de Santa Catalina en Eisenach.

Con el conocimiento de su amante, se dice que Cunegunda intentó el asesinato de la landgravina Margarita de modo que pudiera usurpar su posición y honores. Después de algunos intentos de envenenamiento, Cunegunda finalmente presionó tanto a su entorno, que Margarita huyó de la corte la noche del 24 de junio de 1270, temiendo por su vida. Según la leyenda, mordió a su hijo Federico I en la mejilla de la desesperación; esto explica su apodo "Federico el Mordido" (en alemán: Friedrich der Gebissene). Murió seis semanas más tarde en Fráncfort del Meno.
El matrimonio de Cunegunda con Alberto tuvo lugar poco después (en 1272), a pesar del hecho de ser de rango inferior. Durante la ceremonia, ocultó a su hijo Apitz bajo su túnica, el modo tradicional germánico para procurar a los hijos naturales y bastardos, los privilegios de la legitimidad. Aun así este matrimonio trajo funestas consecuencias para Turingia. Alejado de sus hijos legítimos, el landgrave los desheredó y proclamó al hijo de Cunegunda su heredero. La nobleza turingia se resistió a ello, lo cual provocó una larga sucesión de hostilidades militares entre padre e hijos. El asunto solo pudo resolverse pacíficamente cuando Cunegunda murió (antes del 31 de mayo de 1286), con aproximadamente cuarenta años. Fue enterrada en el monasterio de Santa Catalina en Eisenach.
Sólo después de su muerte Alberto dividió sus territorios entre sus hijos legítimos.